# Адр'ян Кручат
Адр'ян Кручат (нар. 31 березня 1983) — колишній румунський тенісист.
Найвищу одиночну позицію світового рейтингу — 148 місце досяг 16 червня 2008, парну — 218 місце — 7 квітня 2008 року.
Завершив кар'єру 2012 року.

## Фінали в одиночному розряді Туру ATP Челленджер: 1 (0–1)
| Легенда (до/після 2009)                                       |
| Турніри Великого шолома (0)                                   |
| Tennis Masters Cup / Фінали Світового туру ATP (0)            |
| Серія Мастерс ATP / Серія Мастерс 1000 Світового Туру ATP (0) |
| Серія ATP Інтернешнл Ґолд / Серія 500 Світового туру ATP (0)  |
| Серія ATP Інтернешнл / Серія 250 Світового туру ATP (0)       |
| Серія ATP Челленджер / Тур ATP Челленджер (0)                 |

| Титули за покриттям |
| Тверде (0)          |
| Трава (0)           |
| Ґрунт (0)           |
| Килим (0)           |

### Поразка (1)
| Ранг | Дата           | Турнір        | Покриття | Суперник у фіналі | Рахунок  |
| 1.   | 24 травня 2008 | Афіни, Греція | Ґрунт    | Мартін Веркерк    | 3–6, 3–6 |